# Maurice Gourdon
Maurice Gourdon (fl. XX secolo) è stato un calciatore francese, di ruolo attaccante.

## Carriera

### Nazionale
Ha partecipato ai Giochi Olimpici del 1928 senza però mai scendere in campo con la propria Nazionale.